# Pulsion d'emprise
En psychanalyse, la pulsion d'emprise ( Bemächtigungstrieb) désigne d'abord chez Freud une pulsion non sexuelle susceptible de s'unir secondairement à la pulsion sexuelle : son but est la domination de l'objet extérieur par la force.

## Dans la première théorie freudienne des pulsions
D'après le Vocabulaire de la psychanalyse, le terme difficile à traduire de  Bemächtigungstrieb, rendu en français par « pulsion d'emprise » ou « instinct de possession » , est  utilisé par Freud « en quelques occasions sans que son usage puisse être codifié avec précision » . 
La notion apparaît chez Freud dans les Trois essais sur la théorie sexuelle (1905), où le  Bemächtigungstrieb serait à l'origine de la cruauté infantile . Chez l'enfant, la pulsion d'emprise n'aurait pas à l'origine la souffrance d'autrui pour but, mais n'en tiendrait tout simplement pas compte : il s'agit d'une phase antérieure à la pitié ainsi qu'au sadisme. Dans l'édition de 1915 des trois Essais, Freud reprend la question abordée en 1913 dans La prédisposition à la névrose obsessionnelle  de l'activité — passivité, couple qui prédomine au stade sadique-anal, en assignant « la musculature comme support à la pulsion d'emprise ». Paul Denis cite Freud : « L'activité est entraînée par la pulsion d'emprise par l'intermédiaire de la musculature corporelle » : la main, dont le fonctionnement associe étroitement le toucher et la musculature, joue par conséquent un rôle essentiel en tant qu'organe dans l'emprise. À propos de la masturbation, Freud note : « Chez le garçon la préférence accordée à la main est déjà l'indice de l'importante contribution que la pulsion d'emprise apportera plus tard à l'activité sexuelle masculine ». Freud est à nouveau cité sur le lien entre pulsion d'emprise et cruauté, préfigurant une notion d'intrication pulsionnelle : « La sexualité des hommes comporte une adjonction d'agression, de penchant à forcer les choses, dont la signification biologique pourrait résider dans la nécessité de surmonter la résistance de l'objet sexuel autrement encore qu'en lui faisant la cour. Le sadisme correspondrait alors à une composante agressive de la pulsion sexuelle devenue autonome, hypertrophiée et propulsée par déplacement en proposition principale ».

## Avec l'introduction de la pulsion de mort
Selon Jean Laplanche et J.-B. Pontalis, la question d'une pulsion d'emprise spécifique se pose différemment avec Au-delà du principe de plaisir (1920), quand est introduite la pulsion de mort. Le but du masochisme et du sadisme étant « conçus désormais comme des avatars de la pulsion de mort — l'accent n'est plus mis sur l'emprise, mais sur la destruction ». L'emprise à assurer sur l'objet, qui ne se rattache plus à une pulsion spécifique, « apparaît comme une forme que peut prendre la pulsion de mort quand celle-ci “entre au service” de la pulsion sexuelle ». Laplanche et Pontalis citent Freud dans Au-delà du principe de plaisir : « Au stade d'organisation orale de la libido, l'emprise dans l'amour (Liebesbemächtigung) coïncide encore avec l'anéantissement de l'objet, plus tard la pulsion sadique se sépare et finalement, au stade où s'est instauré le primat génital, en vue de la reproduction, elle assume la fonction de maîtriser l'objet sexuel dans la mesure où l'exige l'accomplissement de l'acte sexuel ».